# 管弦楽のための協奏曲 (ルトスワフスキ)
管弦楽のための協奏曲（かんげんがく-きょうそうきょく）は、ポーランドの作曲家ルトスワフスキによって、1950年から54年にかけて作曲された管弦楽曲。ワルシャワ・フィルハーモニー管弦楽団の指揮者ヴィトルト・ロヴィツキに献呈された。

## 概要
- 演奏時間：約30分
- 初演：1954年11月26日、ワルシャワにて。

この作品の成功により、ルトスワフスキの西側諸国での知名度が上がった。
種々の楽器のために民俗音楽的な小品を作曲した経験を生かし、ルトスワフスキはポーランド民族音楽によるより大規模な作品の作曲をしようと考えた。しかし、この作品はその規模が大きくなったというだけでなく、この作品においては民族音楽は旋律の主題にのみ残されたという点で特徴的である。ルトスワフスキは、これらの民謡に原曲とは異なる和声法をほどこし、さらに無調の対位法などを施して、これらを新バロック様式に生まれ変わらせている。

## 編成
フルート3（うち2本はピッコロ持ち替え）、オーボエ3（うち1本はコーラングレ持ち替え）、クラリネット3（うち1本はバスクラリネット持ち替え）、ファゴット3（うち1本はコントラファゴット持ち替え）、ホルン4、トランペット4、トロンボーン4、チューバ、ティンパニ、スネアドラム、テナードラム、バスドラム、シンバル、タンブリン、タムタム、シロフォン、鐘、チェレスタ、ピアノ、ハープ2、弦五部

## 構成
- 第1楽章：Intrada. Allegro maestoso （導入曲）

2つの主題による序曲。
- 第2楽章：Capriccio notturno e arioso. Vivace （夜の奇想曲とアリオーゾ）

軽やかなカプリチオ。とくに優れたスケルツォである。主要主題はヴァイオリンで歌われる。その後、金管楽器がアリオーソを奏でる。
- 第3楽章：Passacaglia, toccata e corale. Andante con moto （パッサカリア、トッカータとコラール）

3つの部分からなる。まず、コントラバスによってパッサカリアのテーマが示され、それが変奏される。次に、快活なトッカータが続き、最後に器楽コラールになる。